# Enoplognatha joshua
Enoplognatha joshua es una especie de araña araneomorfa del género Enoplognatha, familia Theridiidae. Fue descrita científicamente por Chamberlin & Ivie en 1942.
Habita en los Estados Unidos.